# زندگی سریع (ترانه حادیثه)
«زندگی سریع» (به انگلیسی: Fast Life) تک‌آهنگی از حادیثه است که در سال ۲۰۰۹ میلادی منتشر شد.